# Finales de la NBA de 1965
Las Finales de la NBA de 1965 fueron las series definitivas de los playoffs de 1965 y suponían la conclusión de la temporada 1964-65 de la NBA, con victoria de Boston Celtics, campeón de la Conferencia Este, sobre Los Angeles Lakers, campeón de la Conferencia Oeste, consiguiendo los Celtics su séptimo título consecutivo, y el octavo en 9 años. El enfrentamiento reunió a 7 futuros miembros del Basketball Hall of Fame, 5 jugadores de los Celtics, 2 de los Lakers, además del entrenador Red Auerbach.

## Resumen
| Partido | Fecha       | Equipo local | Resultado | Equipo visitante |
| ------- | ----------- | ------------ | --------- | ---------------- |
| 1       | 18 de abril | Boston       | 142-110   | Los Ángeles      |
| 2       | 19 de abril | Boston       | 129-123   | Los Angeles      |
| 3       | 21 de abril | Los Angeles  | 126-105   | Boston           |
| 4       | 23 de abril | Los Ángeles  | 99-112    | Boston           |
| 5       | 25 de abril | Boston       | 129-96    | Los Angeles      |

Celtics gana las series 4-1

## Enfrentamientos en temporada regular
Durante la temporada regular, los Lakers y los Celtics se vieron las caras hasta en diez ocasiones (la liga la formaban entonces 9 equipos), jugando cinco encuentros en el Boston Garden y otros cinco en el Los Angeles Memorial Sports Arena. La ventaja era de los Celtics, que habían conseguido ganar en siete ocasiones.
| 13 de noviembre | Los Angeles Lakers | 114–112 | Boston Celtics |                                 |
|                 |                    |         |                |                                 |
|                 |                    |         |                | Pabellón: Boston Garden, Boston |

| 8 de diciembre | Boston Celtics | 108–98 | Los Angeles Lakers |                                                          |
|                |                |        |                    |                                                          |
|                |                |        |                    | Pabellón: Los Angeles Memorial Sports Arena, Los Ángeles |

| 28 de diciembre | Los Angeles Lakers | 112–133 | Boston Celtics |                                 |
|                 |                    |         |                |                                 |
|                 |                    |         |                | Pabellón: Boston Garden, Boston |

| 7 de enero | Boston Celtics | 112–104 | Los Angeles Lakers |                                                          |
|            |                |         |                    |                                                          |
|            |                |         |                    | Pabellón: Los Angeles Memorial Sports Arena, Los Ángeles |

| 9 de enero | Boston Celtics | 107–103 | Los Angeles Lakers |                                                          |
|            |                |         |                    |                                                          |
|            |                |         |                    | Pabellón: Los Angeles Memorial Sports Arena, Los Ángeles |

| 24 de enero | Los Angeles Lakers | 93–117 | Boston Celtics |                                 |
|             |                    |        |                |                                 |
|             |                    |        |                | Pabellón: Boston Garden, Boston |

| 7 de febrero | Los Angeles Lakers | 97–101 | Boston Celtics |                                 |
|              |                    |        |                |                                 |
|              |                    |        |                | Pabellón: Boston Garden, Boston |

| 21 de febrero | Boston Celtics | 114–129 | Los Angeles Lakers |                                                          |
|               |                |         |                    |                                                          |
|               |                |         |                    | Pabellón: Los Angeles Memorial Sports Arena, Los Ángeles |

| 24 de febrero | Boston Celtics | 97–95 | Los Angeles Lakers |                                                          |
|               |                |       |                    |                                                          |
|               |                |       |                    | Pabellón: Los Angeles Memorial Sports Arena, Los Ángeles |

| 3 de marzo | Los Angeles Lakers | 104–102 | Boston Celtics |                                 |
|            |                    |         |                |                                 |
|            |                    |         |                | Pabellón: Boston Garden, Boston |

## Resumen de los partidos

### Partido 1
| 18 de abril                   | Los Angeles Lakers                                      | 110–142              | Boston Celtics                                          |                                                                                |  |  |
|                               | Parciales: 23–32, 26–32, 34–39, 27–39                   |                      |                                                         |                                                                                |  |  |
|                               | Estadísticas Jerry West 26 Gene Wiley 14 Walt Hazzard 5 | Reporte Pts Reb Asts | Estadísticas Sam Jones 25 Bill Russell 28 K. C. Jones 8 | Pabellón: Boston Garden, Boston, Massachusetts Asistencia: 10 180 espectadores |  |  |
| Boston lidera las series, 1–0 |                                                         |                      |                                                         |                                                                                |  |  |
|                               |                                                         |                      |                                                         |                                                                                |  |  |

### Partido 2
| 19 de abril                   | Los Angeles Lakers                                    | 123–129              | Boston Celtics                                                |                                                                                |  |  |
|                               | Parciales: 29–35, 31–27, 29–39, 34–28                 |                      |                                                               |                                                                                |  |  |
|                               | Estadísticas Jerry West 45 Gene Wiley 15 Jerry West 5 | Reporte Pts Reb Asts | Estadísticas John Havlicek 24 Bill Russell 25 Bill Russell 10 | Pabellón: Boston Garden, Boston, Massachusetts Asistencia: 13 909 espectadores |  |  |
| Boston lidera las series, 2–0 |                                                       |                      |                                                               |                                                                                |  |  |
|                               |                                                       |                      |                                                               |                                                                                |  |  |

### Partido 3
| 21 de abril                   | Boston Celtics                                              | 105–126              | Los Angeles Lakers                                    | |  |  |
|                               | Parciales: 17–35, 31–33, 26–24, 31–34                       |                      |                                                       | |  |  |
|                               | Estadísticas Sam Jones 35 Bill Russell 19 Larry Siegfried 5 | Reporte Pts Reb Asts | Estadísticas Jerry West 43 Gene Wiley 28 Jerry West 7 | Pabellón: Los Angeles Memorial Sports Arena, Los Ángeles, California Asistencia: 14 243 espectadores |  |  |
| Boston lidera las series, 2–1 |                                                             |                      |                                                       | |  |  |
|                               |                                                             |                      |                                                       | |  |  |

### Partido 4
| 23 de abril                   | Boston Celtics                                                            | 112–99               | Los Angeles Lakers                                                  | |  |  |
|                               | Parciales: 32–24, 23–37, 33–21, 24–17                                     |                      |                                                                     | |  |  |
|                               | Estadísticas Sam Jones 37 Bill Russell 23 Russell, K. C. Jones 5 cada uno | Reporte Pts Reb Asts | Estadísticas LeRoy Ellis 24 Gene Wiley 19 Wiley, Hazzard 5 cada uno | Pabellón: Los Angeles Memorial Sports Arena, Los Ángeles, California Asistencia: 15 217 espectadores |  |  |
| Boston lidera las series, 3–1 |                                                                           |                      |                                                                     | |  |  |
|                               |                                                                           |                      |                                                                     | |  |  |

### Partido 5
| 25 de abril                 | Los Angeles Lakers                                       | 96–129               | Boston Celtics                                                           |                                                                                |  |  |
|                             | Parciales: 26–33, 22–24, 23–30, 25–42                    |                      |                                                                          |                                                                                |  |  |
|                             | Estadísticas Jerry West 33 Gene Wiley 13 Walt Hazzard 10 | Reporte Pts Reb Asts | Estadísticas S. Jones, Russell 22 cada uno Bill Russell 30 K. C. Jones 9 | Pabellón: Boston Garden, Boston, Massachusetts Asistencia: 13 909 espectadores |  |  |
| Boston gana las series, 4–1 |                                                          |                      |                                                                          |                                                                                |  |  |
|                             |                                                          |                      |                                                                          |                                                                                |  |  |

El propietario de los Celtics, Walter Brown, había fallecido en septiembre de 1964, dejando a Red Auerbach la batalla en solitario para seguir consiguiendo éxitos. Dicho fallecimiento y la incorporación de varios jugadores jóvenes en el equipo hacía pensar que la etapa de los Celtics estaba a punto de terminar, pero nada más lejos de la realidad. Los de Boston batieron su récord de victorias en una temporada regular con 62, y Auerbach fue por fin elegido Entrenador del Año. Pero el camino a la final se complicó, al cruzarse en semifinales con los nuevos Philadelphia 76ers, que a mitad de temporada se habían hecho con los servicios de Wilt Chamberlain. La serie se decidió en los últimos instantes del séptimo partido, cuando John Havlicek robó un balón interior a falta de 5 segundos para finalizar, palmeándolo a Sam Jones que cruzó la pista mientras el marcador llegaba a 0, en una jugada que se recordaría por la retransmisión radiofónica de Johnny Most, que no paraba de repetir Havlicek stole the ball! (¡Havlicek robó el balón!).
Por su parte, los Lakers quedaron marcados el día 3 de abril, en el primer partido de la final de la Conferencia Oeste ante Baltimore Bullets, su gran estrella Elgin Baylor sufrió una fuerte lesión en la rodilla, que le dejaba fuera de los playoffs. Sobre Jerry West y Rudy LaRusso recayó la responsabilidad de llevar a su equipo lo más lejos posible, pero todo el mundo sabía que era imposible reemplazar a Baylor. Además, ya no estaban en el equipo Frank Selvy, Rod Hundley y Jim Krebs (que falleció en mayo de 1965 talando un árbol). Entre las incorporaciones, destacaban dos hombres altos, Gene Wiley y LeRoy Ellis.
Así las cosas, en el primer partido disputado en el Boston Garden los locales no tuvieron piedad de su rival, endosándoles un escandaloso 142-110, con una gran defensa de K.C. Jones sobre West, que lo dejó en 26 puntos. En el segundo encuentro West se fue hasta los 45 puntos, pero que resultaron insuficientes, cayendo 129-123. dos días después la serie se trasladó al Memorial Sports Arena de Los Ángeles, donde por fin los Lakers consiguieron la que a la postre iba a ser la única victoria en la serie, con 43 puntos de West y 29 de Ellis. Sin embargo, el cuarto partido fue nuevamente para los Celtics, con Sam Jones en un papel estelar, consiguiendo 39 puntos para dejar el marcador 112-99.
De vuelta en Boston, los Celtics volvieron a arrollar, con un parcial en la segunda mitad de 72-48, que dejó el marcador en 129-96. En el último periodo los Celtics anotaron 20 puntos consecutivos, mientras los Lakers estuvieron cinco minutos sin anotar punto alguno. West falló 14 de sus 15 lanzamientos en ese cuarto, mientras que Bill Russell, a pesar de jugar con una lesión en un ojo, capturó 30 rebotes.